# Wrzosowo (powiat kamieński)
Wrzosowo (do 1945 niem. Fritzow) – wieś w północno-zachodniej Polsce, położona w województwie zachodniopomorskim, w powiecie kamieńskim, w gminie Kamień Pomorski, nad Zatoką Wrzosowską i ok. 3 km od Zatoki Pomorskiej.
Przez wieś przebiega droga wojewódzka nr 107 wiodąca do nadmorskich kąpielisk. Odchodzi ona od drogi krajowej nr 3 przez Kamień Pomorski do Dziwnówka, gdzie łączy się z drogą wojewódzką nr 102. Do wsi dochodzi także droga powiatowa nr 0100Z (Pobierowo–Gostyń–Wrzosowo). Przez wieś przechodzi ścieżka rowerowa łącząca ją z kurortami nadmorskimi.
W latach 1946–1998 miejscowość należała administracyjnie do województwa szczecińskiego.
Wrzosowo jest rozległą wsią, składająca się z dwóch części. Pierwsza bardziej zwarta jednostka osadnicza nad zatoką i druga rozciągnięta ulicówka ciągnąca się do pierwszej. We Wrzosowie znajdują się 3 zabytki. Jest nim zespół dworski z XIX w. obejmujący dwór wybudowany po 1829 przebudowany na przełomie XIX/XX oraz park dworski. Kolejnym zabytkiem jest dom (chałupa) nr 40 (dawniej 39) z 1845. Działa tu kilka gospodarstw agroturystycznych i dom holenderski.
Gmina Kamień Pomorski utworzyła jednostką pomocniczą – "Sołectwo Wrzosowo". Jego teren obejmuje miejscowości Wrzosowo i Radawkę. Organem uchwałodawczym i kontrolnym sołectwa jest zebranie wiejskie, na którym mieszkańcy obu miejscowości wybierają sołtysa. Organem doradczym i opiniodawczym sołtysa jest rada sołecka, która liczy 5 osób.
W miejscowości znajduje się oczyszczalnia mechaniczno-biologiczna o przepustowości 110 m³/dobę, z której oczyszczone wody spływają do Zatoki Wrzosowskiej.

## Kościół
We wsi znajduje się kościół pw. św. Franciszka z Asyżu zaprojektowany przez inżyniera architekta Jerzego Oknińskiego i wzniesiony w latach 1985–1986. Uroczystego poświęcenia świątyni dokonał biskup Jan Gałecki 21 października 1987. Budynek kościoła ma kształt prostokąta, dwie dobudówki oraz wieżę, która jest pokryta dachem czterospadowym. Dach głównej części kościoła jest dwuspadowy, a jego okna mają kształt kwadratowy. Na terenie przyległym do kościoła znajduje się figura św. Franciszka z Asyżu.
Nad wejściem do kościoła mieści się empora chórowa. W prostokątnym prezbiterium centralne miejsce zajmuje obraz przedstawiający Ukrzyżowanie, z Matką Boską Bolesną, św. Marią Magdaleną i św. Janem. Obraz jest otoczony rzeźbami świętych Franciszka i Klary. Drewniany korpus chrzcielnicy ozdobiony jest symbolami krzyża i wizerunkami Ewangelistów. W kościele znajdują się także obrazy Jezusa Miłosiernego i kopia Matki Boskiej Częstochowskiej oraz figury Matki Boskiej Różańcowej i św. Antoniego Padewskiego. Na postumencie ustawione jest popiersie bł. Jana Pawła II. Nad wejściem widoczny jest witraż przedstawiający św. Franciszka z Asyżu, patrona kościoła.

## Dwór von Puttkamerów
Dwór wzniesiony w 1740 przez Joachima Jürgena von Puttkamera i przebudowany po pożarze w 1820 oraz później na przełomie XIX i XX w. Ostatnim właścicielem dworu był Bogislaw von Puttkamer.
Po II wojnie światowej obiekt ten był użytkowany przez miejscowe Państwowe Gospodarstwo Rolne. W 1990 z uwagi na swe znaczenie historyczne i walory architektoniczne został wpisany do rejestru zabytków. Pożar, jaki wybuchł we dworze cztery lata później, stanowił początek jego końca.
Na początku lat 90. XX w. jeden z członków grupy muzycznej "Silna Grupa pod Wezwaniem" miał zakupić dwór z przeznaczeniem na Polonijny Dom Starców. Pomysł upadł po śmierci jednego ze sponsorów.
Po likwidacji PGR obiekt sprzedano osobie prywatnej. Dziś po zabytku pozostały fundamenty, resztki ścian i gruzy.

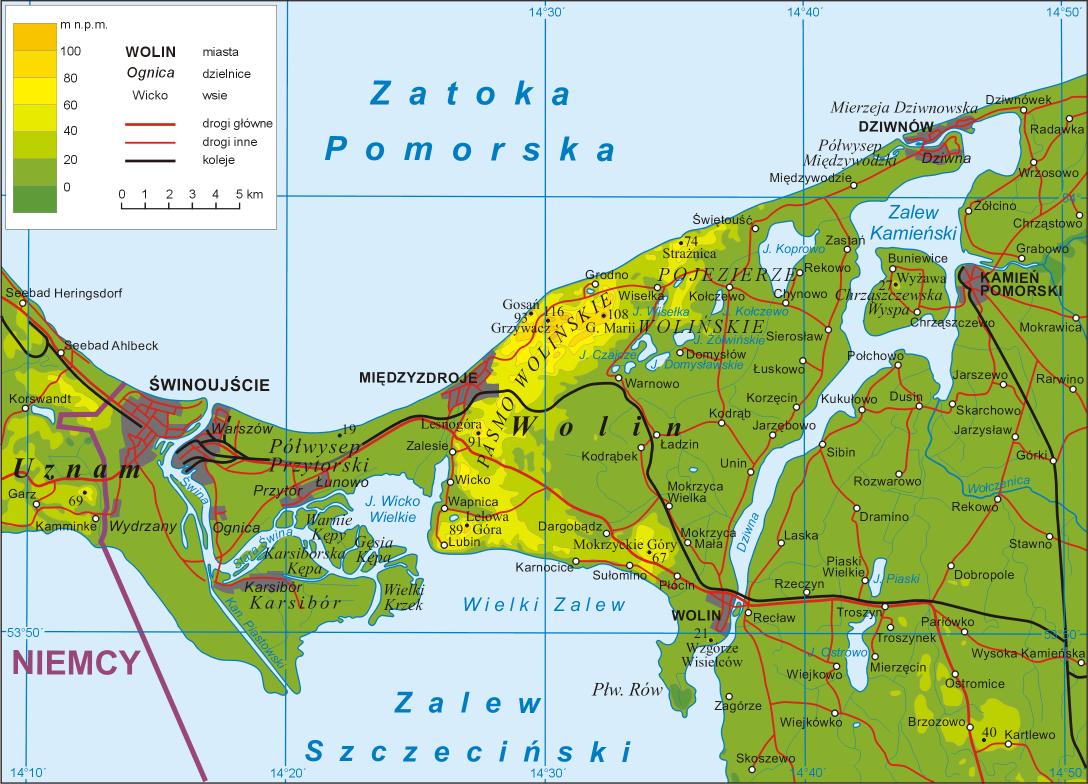
Mapa wyspy Wolin z zaznaczonym Wrzosowem